# Emma Nilsdotter
Emma Nilsdotter är en svensk sångerska född 1976 i Vilhelmina, Södra Lappland, Västerbottens län. Emma Nilsdotter (egentligen Holmgren) är sopran och har tidigare varit medlem i a cappella-gruppen The Real Group. Hon tog över efter Johanna Nyström, som i sin tur tog över efter Margareta Bengtson. Nilsdotter är dotter till (Nils) Johnny Holmgren, dansbandsmusiker från Vilhelmina. I SVT:s program Musikministeriet hävdades år 2006 att Emmas röst står för 55 % av sången i refrängen på Britney Spears världskända låt Toxic.
Nilsdotter gav 2001 ut soloalbumet Från mig till dig med jazzlåtar på svenska, bland annat Kalles klätterträd skriven av Jojje Wadenius.
I en intervju i TV-programmet Go'kväll 15 november 2024 kallar hon sin musikstil americana.